# Audi A5
Audi A5  − samochód sportowy, a następnie osobowy klasy średniej produkowany pod niemiecką marką Audi od 2007 roku. Od 2024 roku produkowana jest trzecia generacja modelu.

## Pierwsza generacja

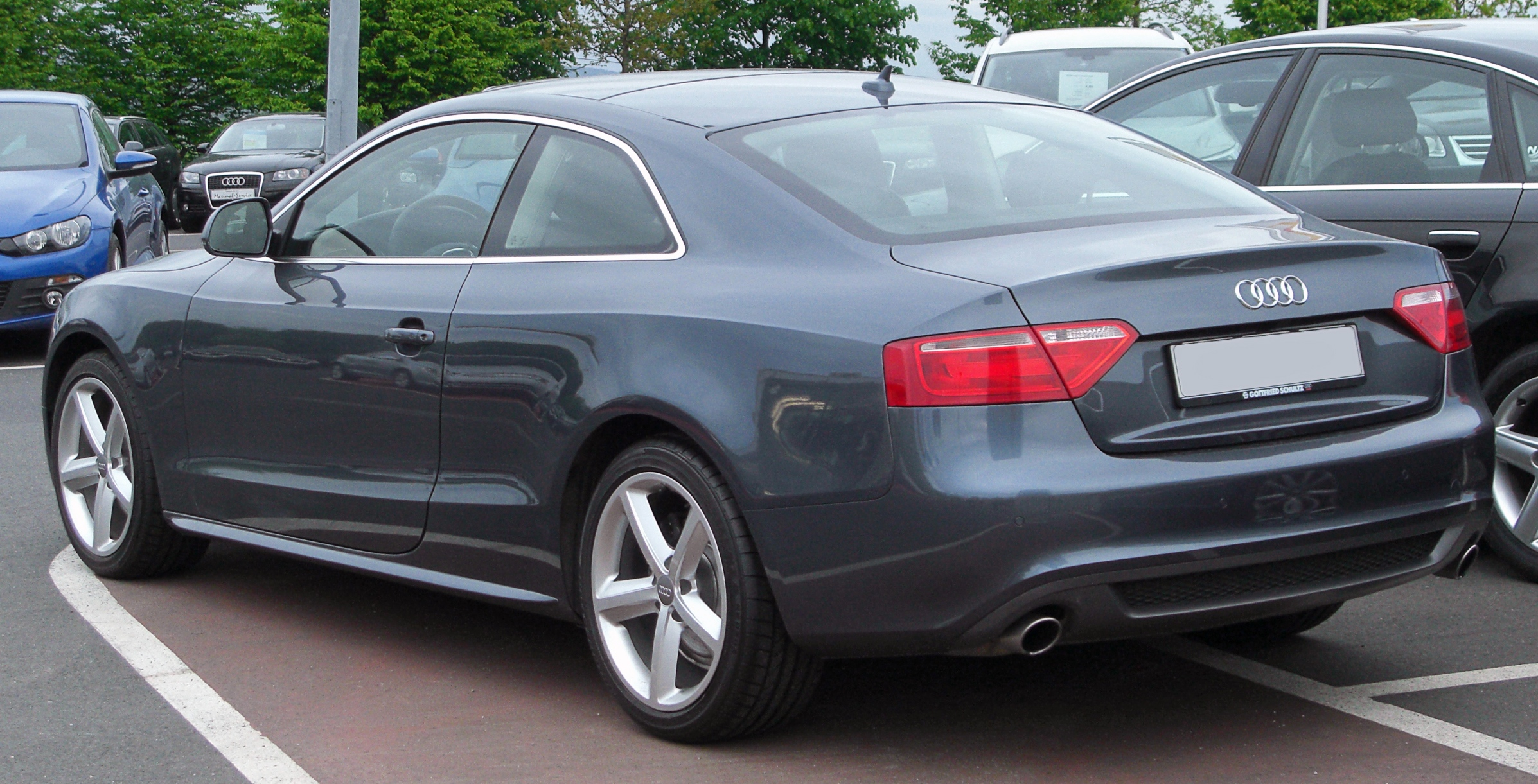
Audi A5 I (8T) - tył

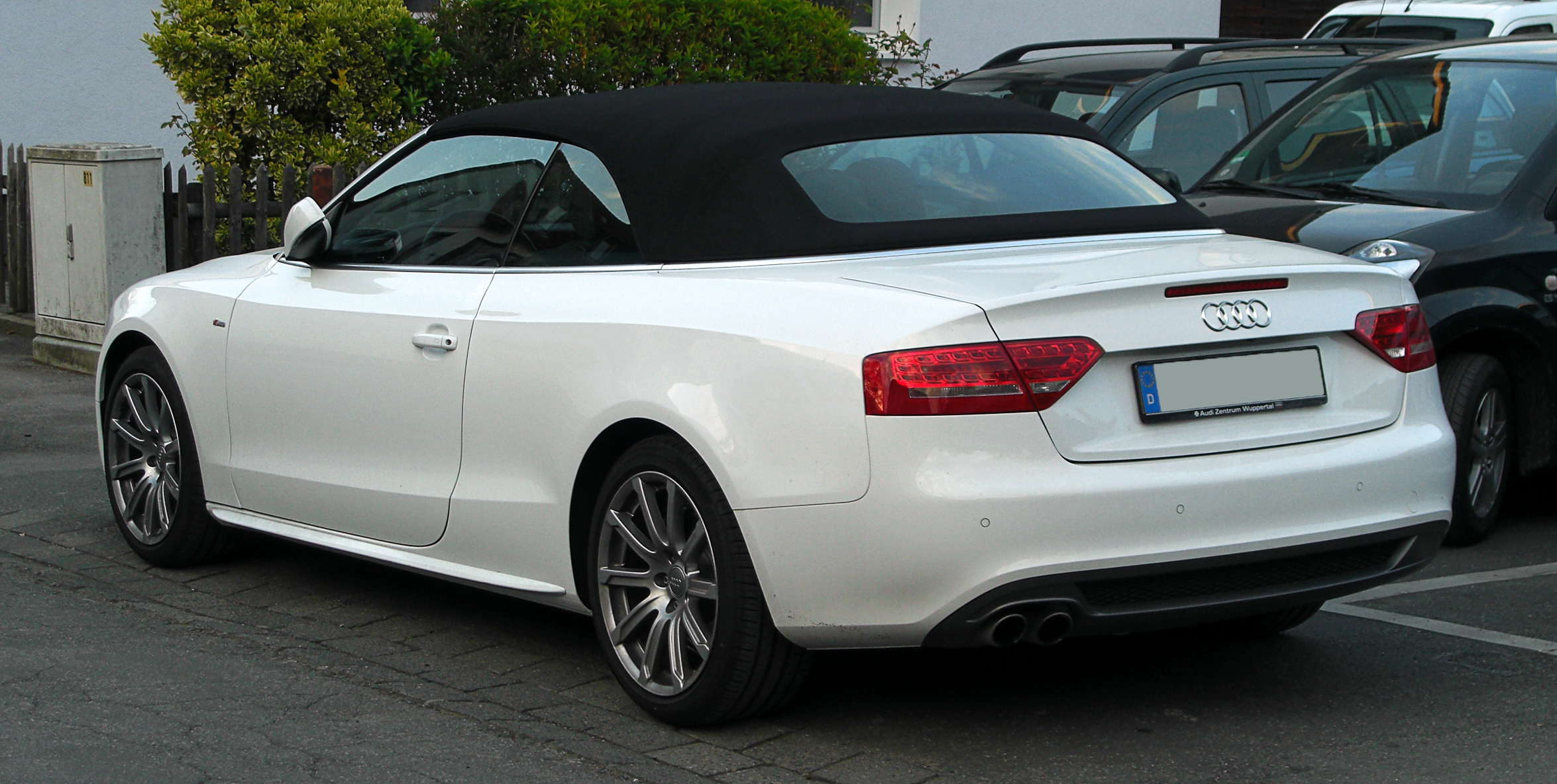
Audi A5 I Cabriolet (8T)

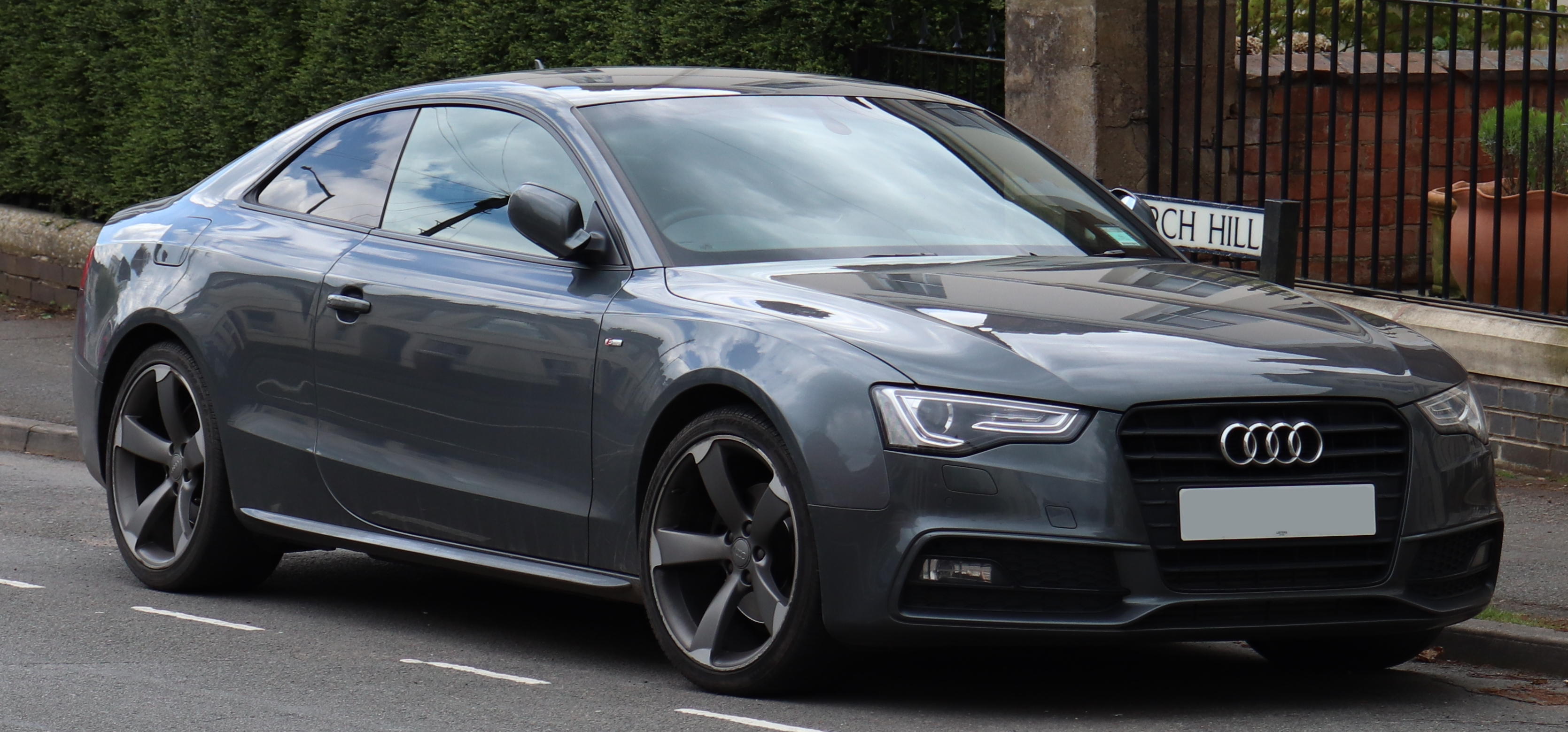
Audi A5 I (8T) po liftingu

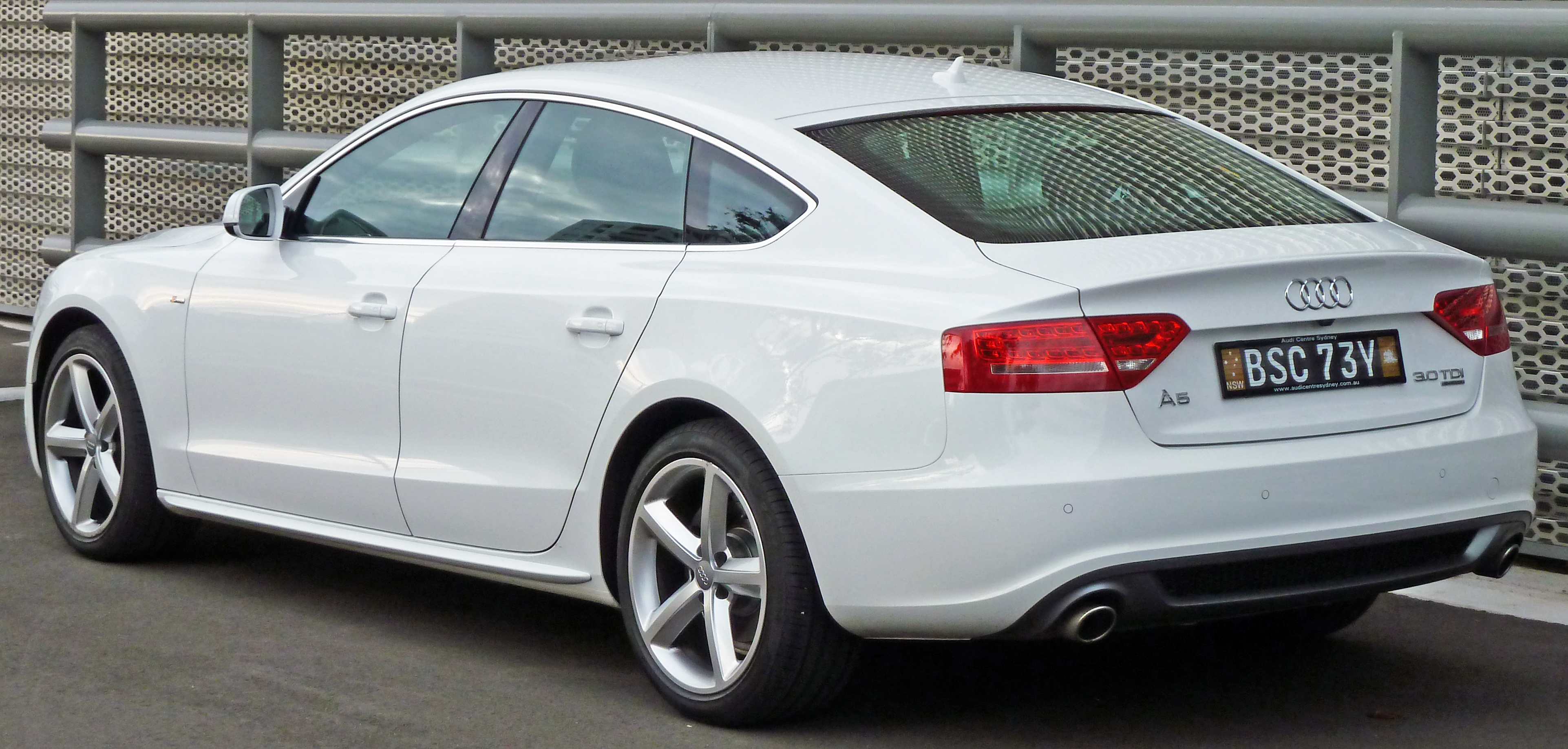
Audi A5 Sportback I (8T)

Audi A5 I  zostało zaprezentowane po raz pierwszy w 2007 roku.
Samochód zaprezentowano podczas targów motoryzacyjnych w Genewie w 2007 roku. Początkowo samochód dostępny był w wersji coupe. We wrześniu 2009 roku do produkcji wprowadzono odmianę liftback zwaną Sportback oraz Cabriolet. W 2010 roku zaprezentowano sportową odmianę RS5 w wersji Coupe, a w 2012 w wersji Cabriolet.
Pojazd konstrukcyjnie oparty jest na czwartej generacji Audi A4. W modelu A5 Audi zastosowało nowe rozwiązanie techniczne - technologię MLP (Modular Longitudinal Platform), wprowadzone także w kolejnych generacjach: A4 i A6. Do modelu A5 zapożyczono wiele elementów z modelu Nuvolari concept, który posiadał silnik bi-turbo V10 o mocy 600 KM.
W 2011 roku auto przeszło face lifting. Pojazd otrzymał m.in. nowy grill, nowe przednie reflektory diodowe o innym kształcie oraz inne światła tylne.

### A5 Sportback
W czerwcu 2009 roku przedstawiono pierwszy taki samochód w historii Audi - pięciodrzwiowego liftbacka klasy średniej, który został zbudowany na wydłużonej platformie A5 Coupe. Samochód wyróżnia się m.in. bezramkowymi drzwiami i stanowił alternatywę dla bardziej tradycyjnego A4.

### Audi S5
Usportowiona wersja A5 nazwana S5, wyposażona jest w napęd quattro i wolnossący silnik V8 4.2  FSI (354 KM@7000rpm, 440Nm@3500rpm).
Model S5 w wersji cabrio dostępny jest od drugiej połowy 2009 roku. Wyposażony jest w doładowany mechanicznie silnik V6 o pojemności 3.0 l i mocy 333 KM.

### Audi RS 5
Wprowadzone do produkcji w roku 2010 Audi RS 5 wyposażone jest w wysokoobrotowy silnik V8 o pojemności 4.163 cm3, blisko spokrewniony z V10 napędzającym wyczynowy samochód sportowy R8. 4.2 FSI ma imponującą siłę ciągu i doskonale czuje się także przy wysokich prędkościach obrotowych, prawie jak silnik wyścigowy. Uzyskuje 331 kW (450 KM) mocy przy 8.250 obr./min, maksymalny moment obrotowy 430 Nm jest dostępny od 4000 do 6000 obr./min. RS 5 wyposażone jest w stały napęd na cztery koła quattro.
Zaprezentowana we wrześniu 2012 wersja Cabriolet modelu RS 5 była pierwszym na świecie samochodem, który swą premierę miał w Internecie.

### Wyposażenie
Standardowe wyposażenie Audi A5 obejmuje m.in. elektrycznie regulowane i ogrzewane lusterka zewnętrzne, spryskiwacze z ogrzewanymi dyszami, światła przeciwmgłowe z  przodu, elektryczne regulowane przednie szyby, klimatyzację automatyczną.

### Silniki

#### Benzynowe
| Model                         | Pojemność | Max. Moc przy obr/min       | Max. Moment obrotowy przy obr/min | Wersja                      | Lata produkcji  |
| Silniki rzędowe 4-cylindrowe  |           |                             |                                   |                             |                 |
| 1.8 TFSI                      | 1798 cm³  | 118 kW (160 KM)/4500–6200   | 250 Nm/1500–4500                  | Coupé, Cabriolet            | 04/2009-07/2011 |
| 1.8 TFSI                      | 1798 cm³  | 125 kW (170 KM)/4800–6200   | 250 Nm/1500–4800                  | Coupé                       | 10/2007−07/2008 |
| 1.8 TFSI                      | 1798 cm³  | 125 kW (170 KM)/3800-6200   | 320 Nm/1400-3700                  | Coupé, Sportback, Cabriolet | Od 07/2011      |
| 1.8 TFSI                      | 1798 cm³  | 106 kW (144 KM)/3700 - 6200 | 280 Nm/1300 - 3600                | Sportback                   | Od 07/2014      |
| 2.0 TFSI                      | 1984 cm³  | 132 kW (180 KM)/4000–6000   | 320 Nm/1500–3900                  | Coupé, Cabriolet, Sportback | 07/2008– 7/2011 |
| 2.0 TFSI                      | 1984 cm³  | 155 kW (211 KM)/4300–6000   | 350 Nm/1500–4200                  | Coupé, Cabriolet, Sportback | od 07/2008      |
| 2.0 TFSI                      | 1984 cm³  | 165 kW (225 KM)/4500-6250   | 350 Nm/1500-4500                  | Coupé, Cabriolet, Sportback | od 04/2013      |
| Silniki widlaste 6-cylindrowe |           |                             |                                   |                             |                 |
| 3.0 TFSI                      | 2995 cm3  | 200 kW (272 KM)/4780-6500   | 400 Nm/2150-4780                  | Coupé, Cabriolet, Sportback | od 11/2011      |
| 3.0 TFSI (dla wersji S5)      | 2995 cm3  | 245 kW (333 KM)/5500–7000   | 440 Nm/2900–5300                  | Cabriolet, Sportback        | od 03/2009      |
| 3.2 FSI                       | 3197 cm³  | 195 kW (265 KM)/6500        | 330 Nm/3000–5000                  | Coupé, Cabriolet, Sportback | od 2007         |
| Silniki widlaste 8-cylindrowe |           |                             |                                   |                             |                 |
| 4.2 FSI (dla wersji S5)       | 4163 cm³  | 260 kW (354 KM)/7000        | 440 Nm/3500                       | Coupé                       | 03/2007-08/2011 |
| 4.2 FSI (dla wersji RS5)      | 4163 cm³  | 331 kW (450 KM)/8250        | 430 Nm/4000-6000                  | Coupé, Cabriolet            | od 04/2010      |

#### Diesla
| Model                         | Pojemność | Max. Moc przy obr/min                                                                         | Max. Moment obrotowy przy obr/min                                                    | Wersja                      | Lata produkcji  |
| Silniki rzędowe 4-cylindrowe  |           |                                                                                               |                                                                                      |                             |                 |
| 2.0 TDI                       | 1968 cm³  | 100 kW (136 KM)/4200 100 kW (136 KM)/3000-4400 (od 03/2014 funkcjonujący jako „ultra”)        | 320 Nm/1750-2500 320 Nm/1500-2500 (dla wersji „ultra”)                               | Sportback                   | od 11/2013      |
| 2.0 TDI                       | 1968 cm³  | 105 kW (143 KM)/4200                                                                          | 320 Nm/1750-2500                                                                     | Cabriolet, Sportback        | 04/2010-04/2013 |
| 2.0 TDI                       | 1968 cm³  | 110 kW (150 KM)/4200 110 kW (150 KM)/3250-4200 (od 03/2014 funkcjonujący jako „clean diesel”) | 320 Nm/1750-2500 320 Nm/1500-3250 (dla wersji „clean diesel”)                        | Cabriolet, Sportback        | od 04/2013      |
| 2.0 TDI ultra                 | 1968 cm³  | 120 kW (163 KM)/3000-4200                                                                     | 400 Nm/1750-2750                                                                     | Sportback, Coupé            | od 02/2014      |
| 2.0 TDI                       | 1968 cm³  | 125 kW (170 KM)/4200                                                                          | 350 Nm/1750-2500                                                                     | Sportback, Coupé, Cabriolet | 11/2008-07/2011 |
| 2.0 TDI                       | 1968 cm³  | 130 kW (177 KM)/4200                                                                          | 380 Nm/1750-2500                                                                     | Sportback, Coupé, Cabriolet | Od 07/2011      |
| 2.0 TDI clean diesel          | 1968 cm³  | 140 kW (190 KM)/3800-4200                                                                     | 400 Nm/1750-3000                                                                     | Sportback, Coupé, Cabriolet | Od 04/2013      |
| Silniki widlaste 6-cylindrowe |           |                                                                                               |                                                                                      |                             |                 |
| 2.7 TDI (CR)                  | 2698 cm³  | 140 kW (190 KM)/3500–4000                                                                     | 400 Nm/1400–3250                                                                     | Coupé, Cabriolet, Sportback | 03/2007-07/2011 |
| 3.0 TDI                       | 2967 cm³  | 150 kW (204 KM)/3500-4500                                                                     | 400 Nm/1250-3500                                                                     | Coupé, Cabriolet, Sportback | od 07/2007      |
| 3.0 TDI                       | 2967 cm³  | 176 kW (240 KM)/4000–4400                                                                     | 500 Nm/1500–3000                                                                     | Coupé, Cabriolet, Sportback | od 2007         |
| 3.0 TDI                       | 2967 cm³  | 180 kW (245 KM)/4000-4500                                                                     | 500 Nm/1400-3250 580 Nm/1400-3250 (od 05/2013 w wersji 3.0 TDI clean diesel quattro) | Coupé, Cabriolet, Sportback | od 07/2011      |

## Druga generacja

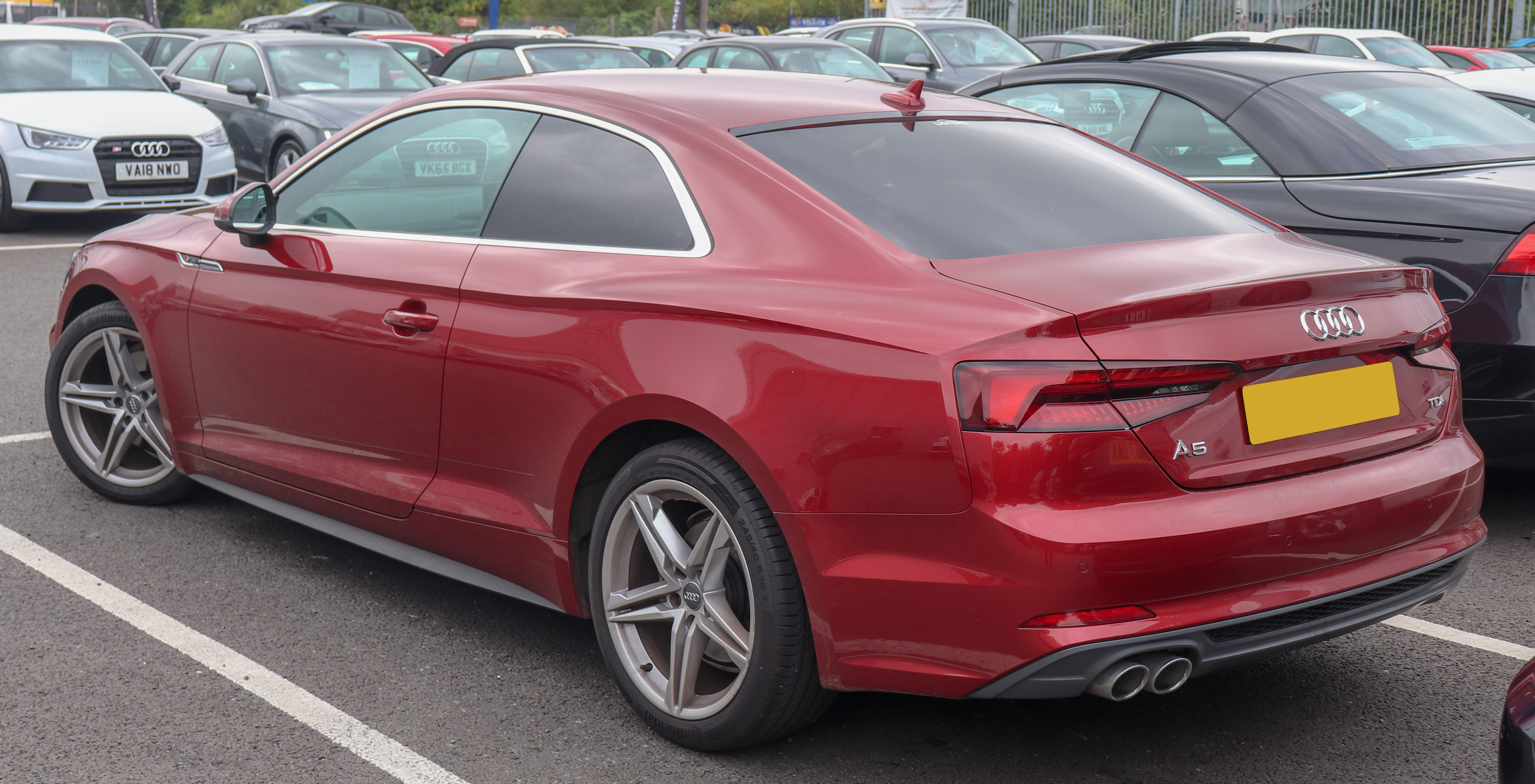
Audi A5 II (F5) - tył

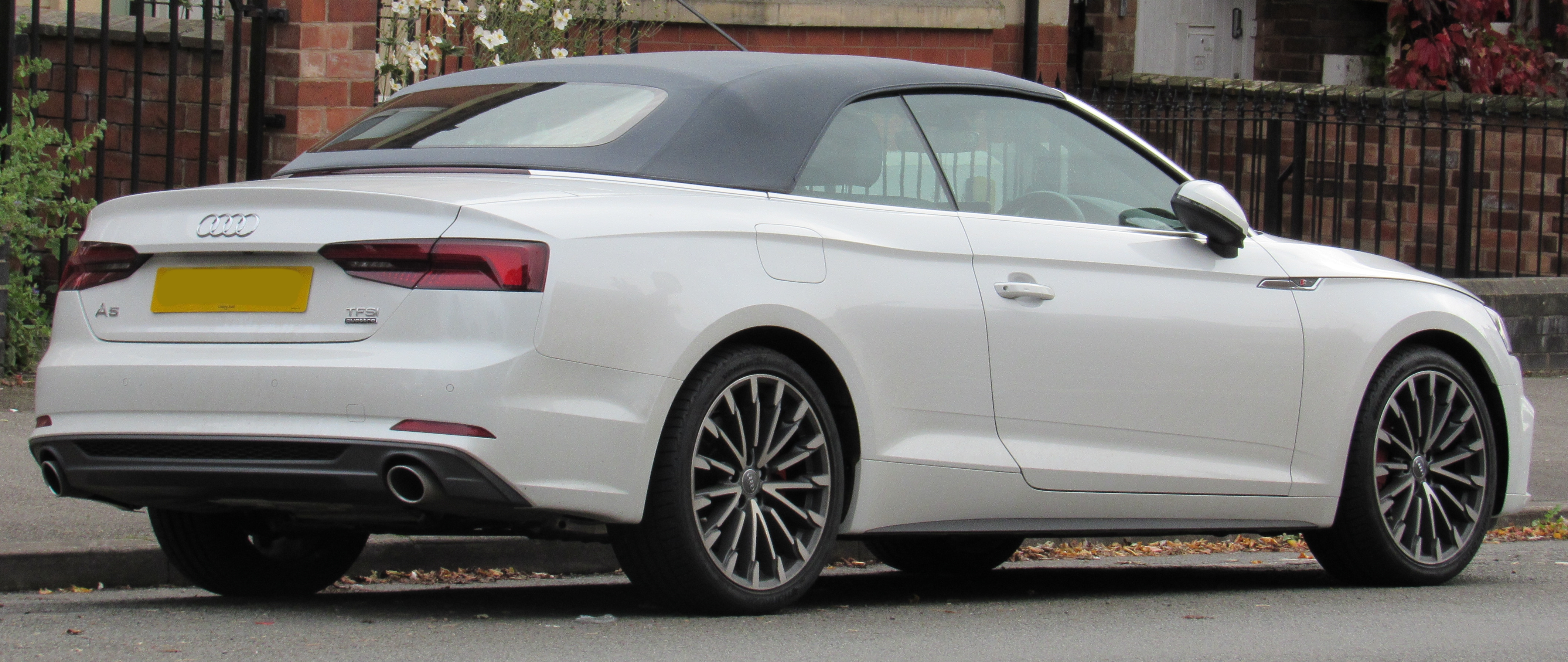
Audi A5 II Cabriolet (F5)

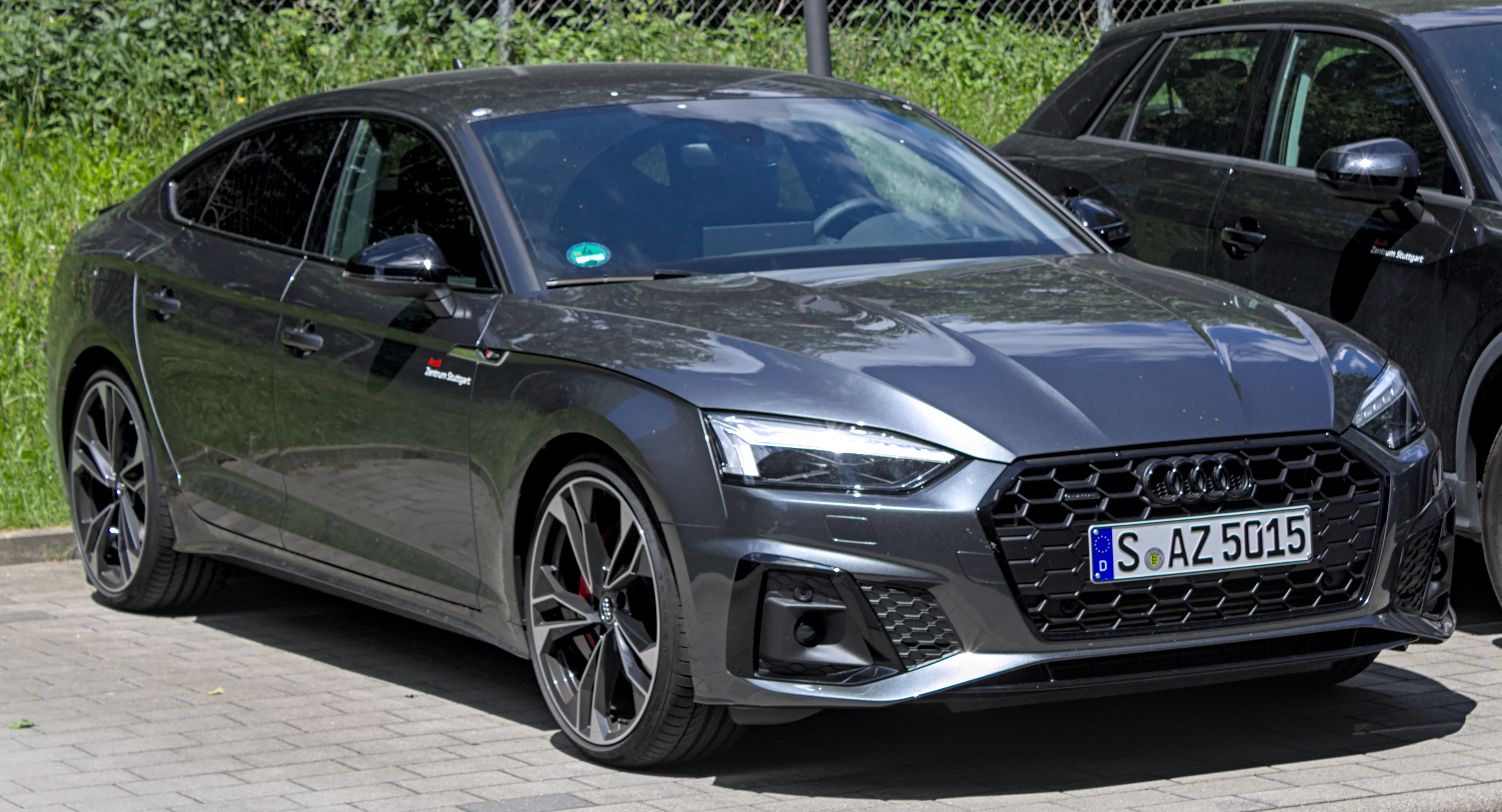
Audi A5 Sportback II (F5) po liftingu

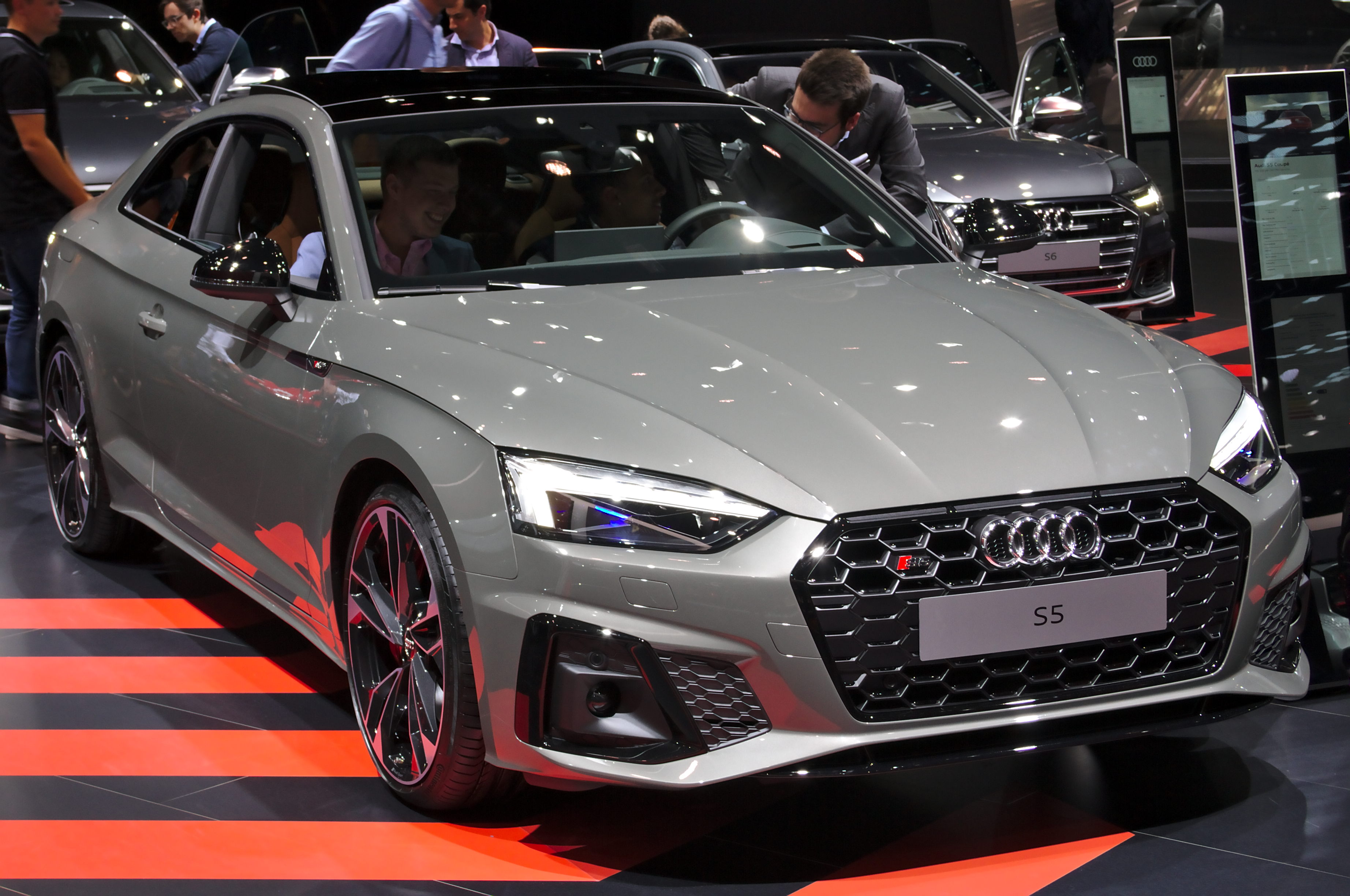
Audi S5 II (F5) po liftingu

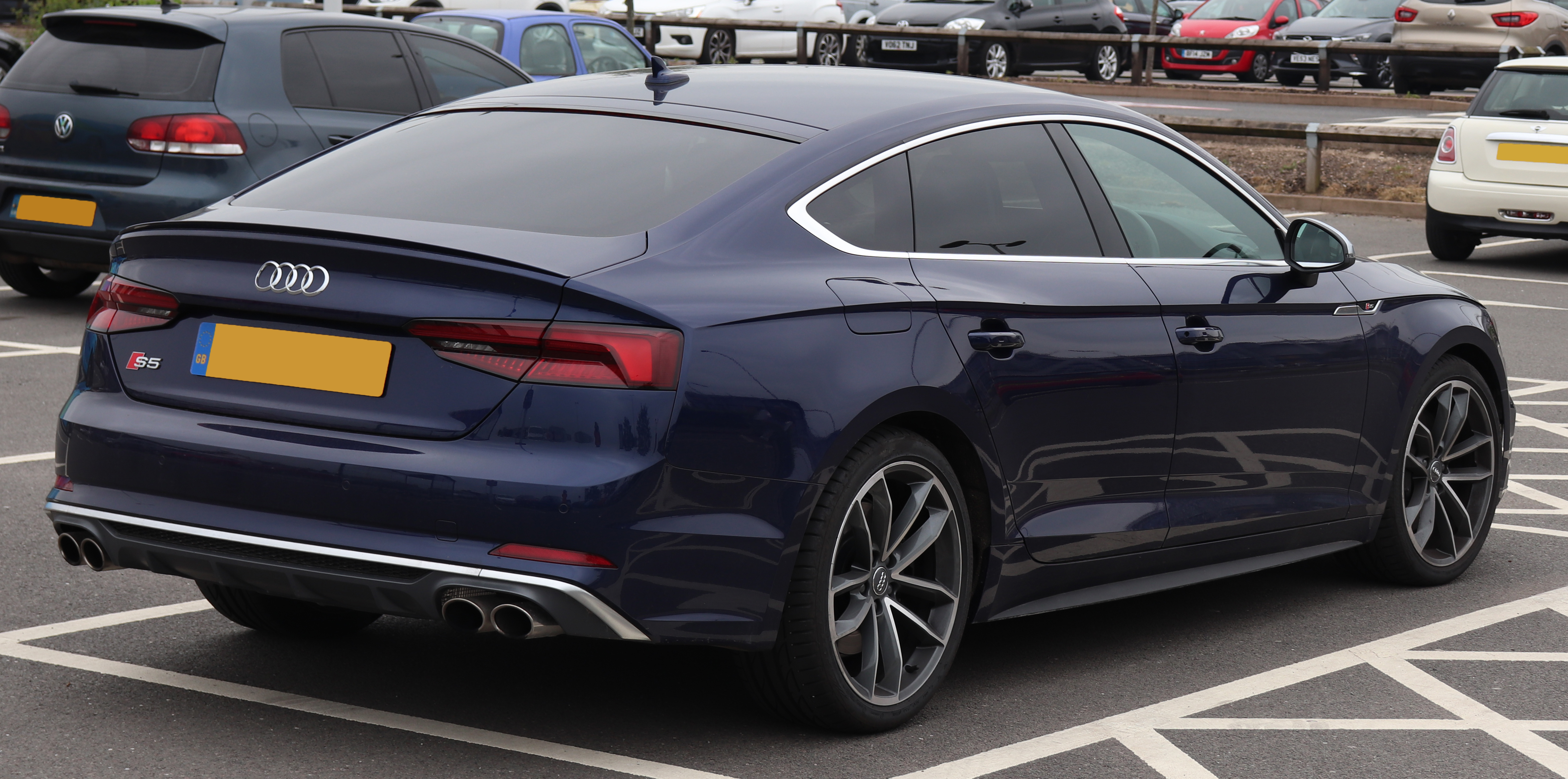
Audi S5 Sportback II (F5)

Audi A5 II zostało zaprezentowane po raz pierwszy w 2016 roku.
Druga generacja A5 została zaprezentowana w maju 2016 roku. Samochód pod względem stylistycznym jest ewolucją poprzednika zachowując podobną sylwetkę, a także identyczną gamę nadwoziową. Tym razem jednak zadbano o więcej akcentów stylistycznych, które miały go odróżnić od pokrewnego A4. Samochód zyskał charakterystyczne, strzeliste reflektory, wyeksponowane nadkola i pofalowane przetłoczenia, a także wyraźnie zarysowany bagażnik. Kokpit dla odmiany w całości zapożyczono z modelu A4 - jego charakterystycznym elementem jest aluminiowy panel biegnący przez kokpit, ekran dotykowy do sterowania systemem multimedialnym, niewielka dźwignia do przełączania trybów jazdy oraz w całości cyfrowe wskaźniki.
Samochód miał światową premierę na Paris Auto Show 2016, a do oficjalnej sprzedaży w Polsce trafił w listopadzie tego samego roku. Równocześnie z klasycznym A5, którego najsłabsza wersja napędzana jest przez 1.4 TFSI o mocy 150 KM, ofertę rozbudowała też sportowa S5. 
We wrześniu 2019 roku Audi przedstawiło model po modernizacji. Samochód zyskał odświeżony kształt zderzaków, nowe wkłady reflektorów wykonane w technice LED, przemodelowaną atrapę chłodnicy w stylu najnowszych modeli marki oraz przemodelowane lampy tylne. Ponadto, pojawił się większy ekran dotykowy do sterowania systemem multimedialnym w środku.

### A5 Sportback
Podobnie jak w przypadku pierwszej generacji, ofertę A5 rozbudował także pięciodrzwiowy liftback pozycjonowany jako oddzielny, rodzinny model o nazwie A5 Sportback. Samochód jest wyraźnie dłuższy, a do tego zadebiutował o wiele szybciej, niż poprzednik - zaledwie 2 miesiące po ujawnieniu oficjalnych fotografii odmiany coupe.

## Trzecia generacja

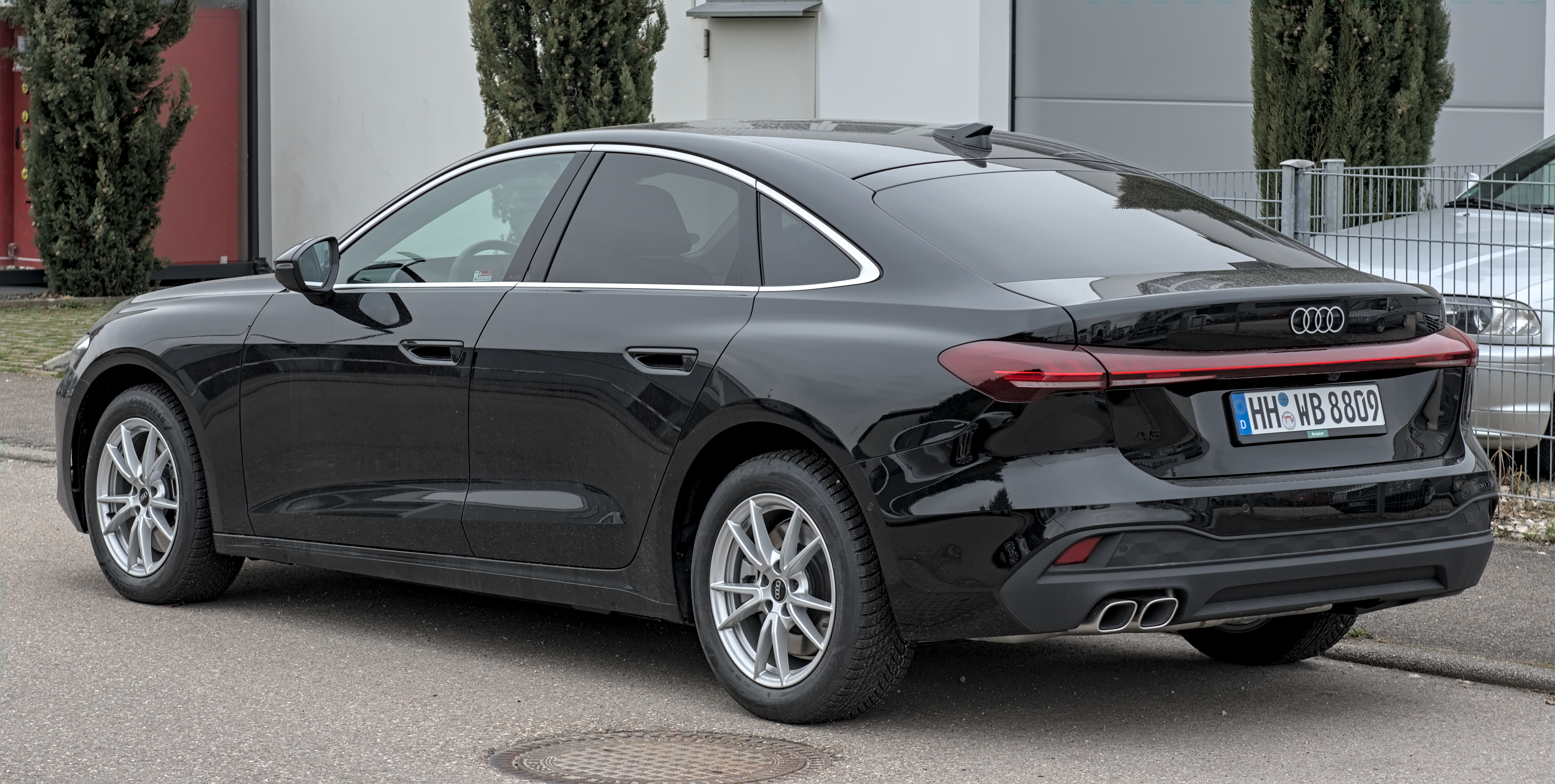
Audi A5 III (B10) - tył

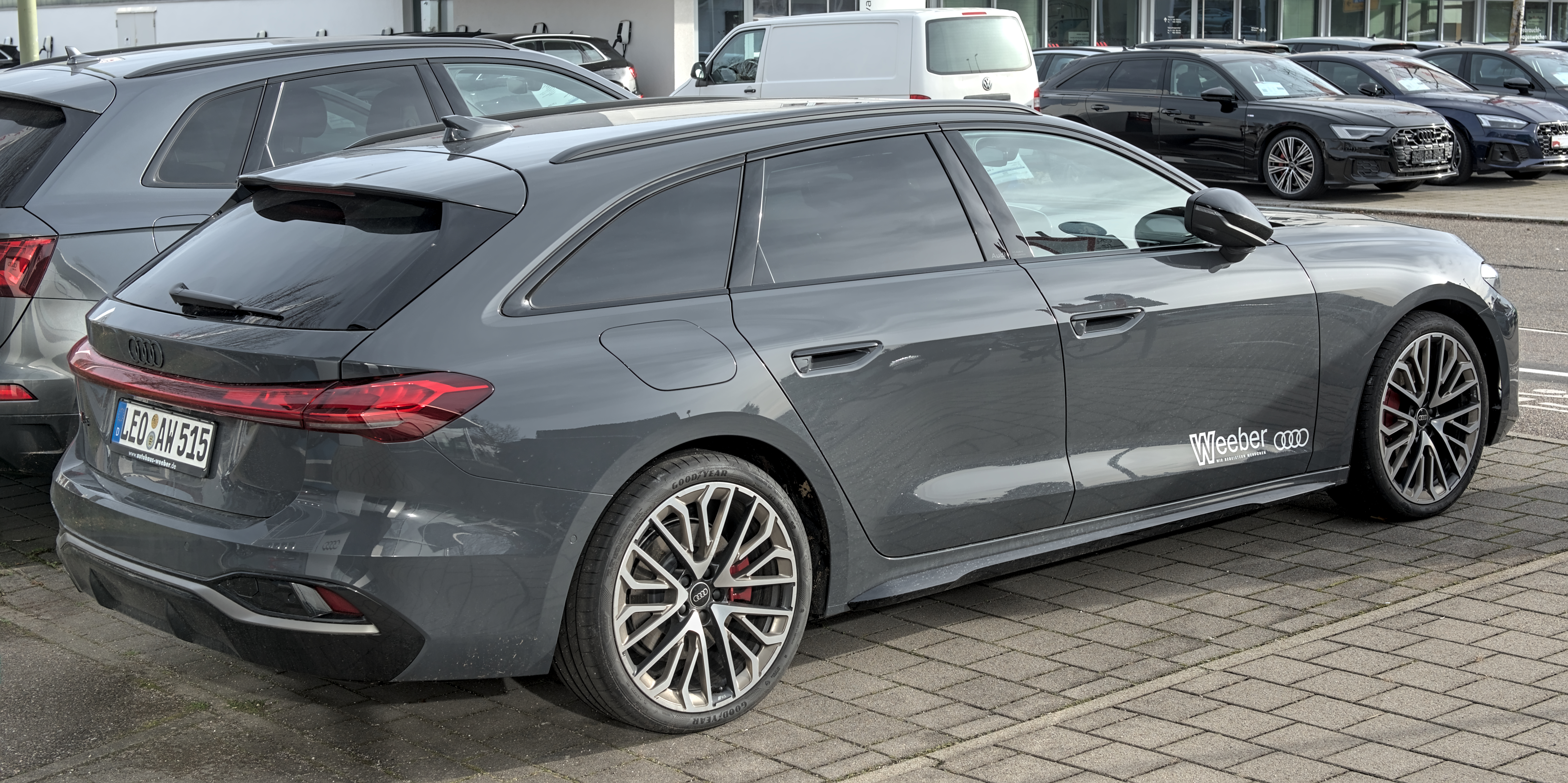
Audi A5 III Avant (B10)

Audi A5 III zostało zaprezentowane po raz pierwszy w połowie 2024 roku.
Samochód zyskał kod fabryczny B10. W przeciwieństwie do poprzednich modeli nowe wcielenie jest dostępne w liftbacku i kombi zamiast coupé i kabrioletu, które nie zyskały następców. Pojazd zastąpił także model A4 w ramach nowej nomenklatury marki, która przydziela numery parzyste samochodom elektrycznym, a nieparzyste spalinowym. Model B10 został zbudowany na bazie platformy technicznej PPC. Po raz pierwszy samochód jest oferowany z napędem plug-in hybrid, który został zaprezentowany w marcu 2025 roku. W stosunku do poprzedniego modelu jest o 10 cm dłuższy, 18 mm szerszy, 13 mm wyższy. Natomiast rozstaw osi zwiększono o 80 mm.

### S5
Usportowiona wersja A5, S5 została zaprezentowana razem z klasyczną odmianą. Od chwili premiery samochód jest wyposażony w silnik o mocy maksymalnej 270 kW oraz maksymalnym momencie obrotowym 550 Nm.

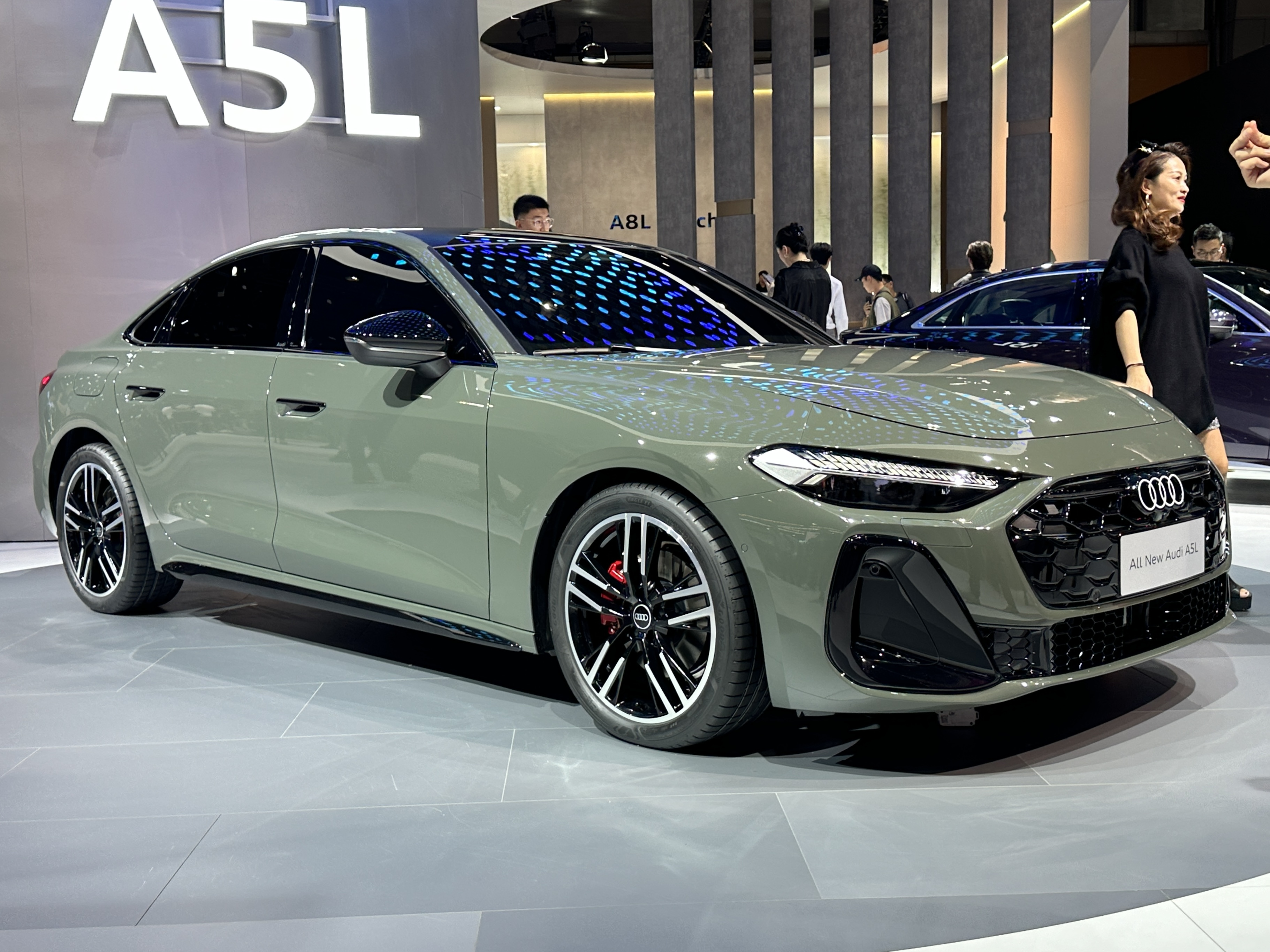
Audi A5L (sedan)

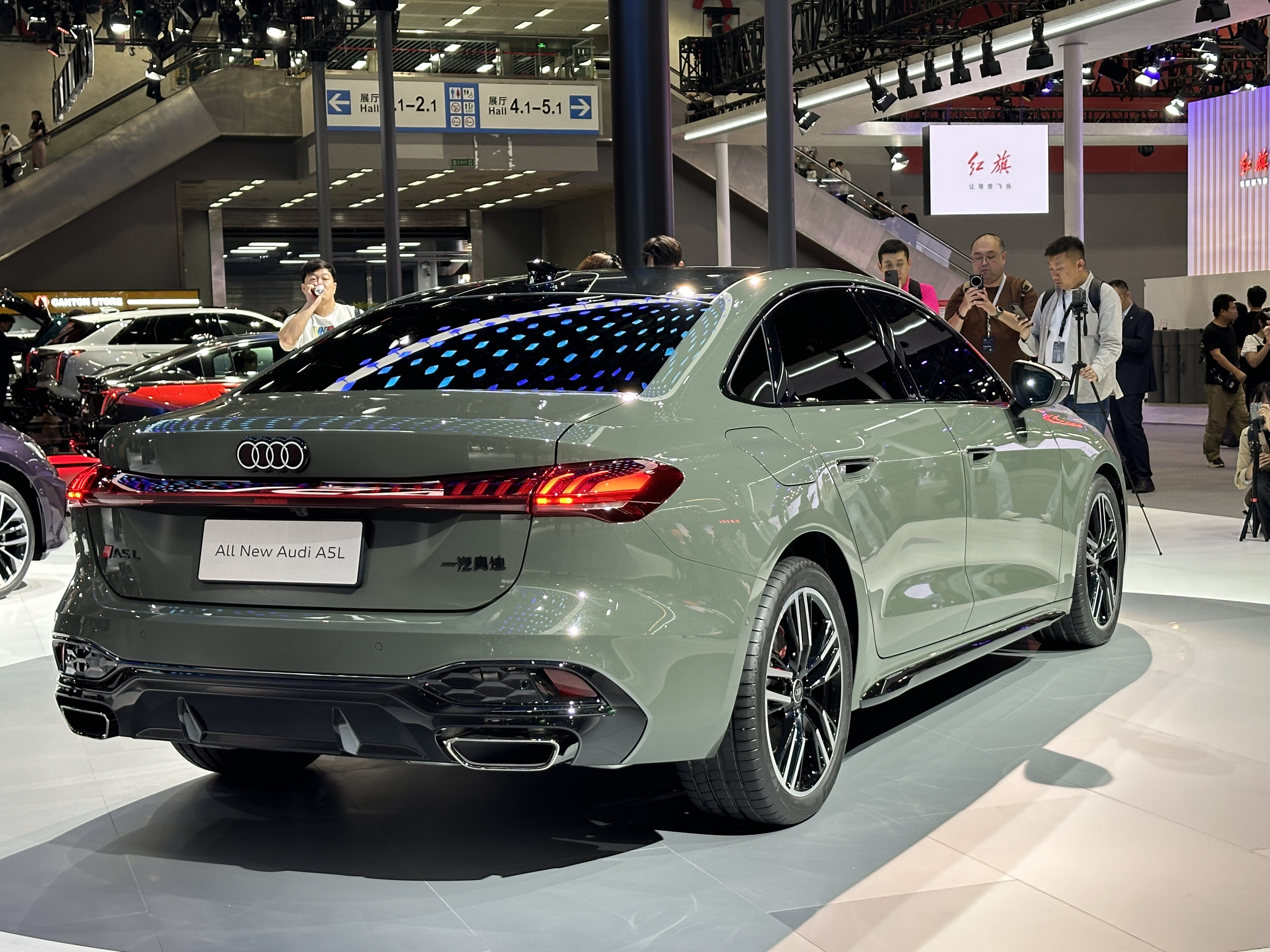
Audi A5L - tył

### Silniki
| Model    | Pojemność | Moc maksymalna                                                                         | Maks. moment obrotowy            |
| -------- | --------- | -------------------------------------------------------------------------------------- | -------------------------------- |
| 2.0 TFSI | 1984 cm³  | 110 kW (150 KM) przy 3900–6000 obr./min                                                | 280 Nm przy 1400–3600 obr./min   |
| 2.0 TDI  | 1968 cm³  | 150 kW (204 KM) przy 3800–4200 obr./min                                                | 400 Nm przy 1750–3250 obr./min   |
| 3.0 TFSI | 2995 cm³  | 270 kW (367 KM) przy 5500 - 6300 obr./min + silnik elektryczny 25 KM na skrzyni biegów | 550 Nm przy 1700-4000 obr. / min |
| e-hybrid | 1984 cm³  | 270 kW (367 KM) przy 5000–6500 obr./min                                                | 380 Nm przy 1600–4500 obr./minn  |